# 高橋直樹 (ガラス工芸作家)
高橋 直樹（たかはし なおき、1951年 - ）は日本のガラス工芸作家。東京都出身。

## 略歴
- 1984年 - 東急ハンズデザイン賞を受賞。
- 1985年 - 世界ガラス会議コンテストで3位になる。
- 1987年 - 朝日現代クラフト展に入選。
- 1987年 - 阪神百貨店で2000年まで個展を開く[1]。
- 1996年 - 第3回新美工芸会に招待出品される。
- 2006年 - 個展「明日香むらの吹きガラス　高橋直樹個展」（和紙クラブ）[2][3]
- 2010年 - 展覧会「高橋直樹 やわらかいガラス展　―明日香むらの吹きガラス―」（ギャラリーコンセプト21）[4]
- 2015年 - 展覧会「Glasritzen　～グラスリッツェン・光の中で～」（トアギャラリー）[5]